# Císařovna Lü
Císařovna Lü (čínsky pchin-jinem Lǚ hòu, znaky zjednodušené 吕后, tradiční 呂后; 241 př. n. l. – 18. srpna 180 př. n. l.), vlastním jménem Lü Č’ (čínsky pchin-jinem Lǚ Zhì, znaky zjednodušené 吕雉, tradiční 呂雉), zdvořilostním jménem E-sü (čínsky pchin-jinem Éxǔ, znaky 娥姁 byla manželka Kao-cua zakladatele a prvního císaře říše Chan (vládl 202–195 př. n. l.), po jeho smrti z pozice císařovny vdovy a velké císařovny vdovy fakticky vládla říši místo Kao-cuova syna a vnuků (císařů Chuej-tiho, Liou Kunga a Liou Chunga).

## Život
Rod Lü pocházel z Tan-fu (單父, dnešní okres Tan (單縣) v Šan-tungu), otec císařovny Lü se však přestěhoval do okresu Pej (沛縣, dnes v Ťiang-su), domoviny Liou Panga, později zakladatele dynastie Chan. Pan Lü rozpoznal v Liou Pangovi, tehdy nevýznamném starostovi osady (亭, tching, skupina deseti vesnic), schopného muže a provdal za něj svou dceru.
Po smrti čchinského císaře a sjednotitele Číny Čchin-š’-chuang-tiho vypuklo povstání proti Čchinům. Liou Pang se přidal k rebelům, ovládl rodný okres a přijal titul pána z Pchej (沛公, Pchej kung). Záhy povýšil mezi generály povstaleckého státu Čchu a po porážce Čchinů se stal králem z Chan. V dalším kole válek porazil svého bývalého spolubojovníka Siang Jüa a roku 206 př. n. l. se prohlásil císařem opět sjednocené Číny, říše Chan (císař Kao-cu).
Jako císařovna se účastnila politického dění a neváhala rázně hájit zájmy ústřední vlády i své rodiny, když přesvědčovala smířlivějšího Kao-cua k ostrému postupu vůči jeho bývalým generálům, kterým udělil královské tituly (v případech Pcheng Jüea a Chan Sina). Postavila se také svému muži v otázce nástupnictví. Kao-cu pokládal svého syna s císařovnou Liou Jinga za slabého a pomýšlel na následnictví Liou Žu-iho, syna paní Čchi, jedné z jeho vedlejších žen. Císařovna Lü s pomocí ministrů plán zmařila a po Kao-cuově smrti se paní Čchi krutě pomstila.
Po smrti císaře Kao-cua roku 195 př. n. l. se chopila vlády místo svého syna Liou Jinga (císař Chuej-ti), po jeho smrti roku 188 př. n. l. pozvedla na trůn jeho syna, svého vnuka Liou Kunga. Podle pozdějších historiků, Liou Kunga zabila roku 184 př. n. l. poté, co s nelibostí přijal zprávu o smrti své matky z rozhodnutí císařovny Lü před několika lety. Načež dosadila na trůn jiného malého vnuka, Liou Chunga).
Protežovala své příbuzné, tři její synovci, Lü Taj, Lü Čchan a Lü Lu se stali knížaty (či králi, wang), přestože Kao-cu zakázal udělovat tuto hodnost nečlenům císařského rodu Liou. Říši vládla schopně, omezila krutost některých ustanovení čchinského práva, poněkud snížila daně. Obecně se Čína zotavila z ničení a občanských válek předešlého období.
Zemřela 18. srpna 180 př. n. l., poté vysocí dvorští hodnostáři zorganizovali státní převrat, sesadili a zabili císaře Liou Chunga, pobili i ostatní potomky Chuej-tiho, prohlášené za podvržence, a členy rodu Lü. Novým panovníkem se stal Kao-cungův syn Liou Cheng (císař Wen-ti).